# NumberTV
『NumberTV』（ナンバーティーヴィー）は、NTTドコモが運営する配信プラットフォーム「Lemino」にて配信されているスポーツドキュメンタリー番組。2024年7月より配信を開始し、2025年7月までに全24話の配信が予定されている。文藝春秋社が発行するスポーツ総合誌『Sports Graphic Number』編集部が監修を務め、スポーツ選手の "挫折" をテーマに、種目を問わず様々なアスリートの人生に迫る構成となっている。

## 概要
- タイトル：NumberTV（ナンバーティーヴィー）
- ジャンル：ドキュメンタリー（スポーツ）
- 配信開始日：2024年7月25日
- 配信プラットフォーム：Lemino（NTTドコモ）
- 話数：全24話予定（2025年7月終了予定）
- 監修：文藝春秋社『Number』編集部
- 制作統括：株式会社ROBOT
- 制作協力：話数ごとに複数の制作会社が参加（後述）

## 出演者
- ナビゲーター：福士蒼汰
- ナレーター：島守杏典

## 配信リスト
| 話数 | 配信日     | アスリート     | 競技種目               | 内容 |
| ---- | ---------- | -------------- | ---------------------- | --- |
| #1   | 2024/7/25  | 冨安健洋       | サッカー               | 海外での苦悩と、本人が語る“ネガティブな性格”との向き合い方を語る。                                                                                 |
| #2   | 2024/8/8   | 清原和博       | 野球                   | 甲子園での伝説と、無名のライバルに打ち砕かれた“最初の挫折”を語る。                                                                                 |
| #3   | 2024/8/22  | 内村航平       | 体操                   | 鉄棒に絞る決断の背景と、世界王者が味わった“語られざる葛藤”を明かす。                                                                               |
| #4   | 2024/9/12  | リーチマイケル | ラグビー               | 日本を代表するキャプテンの裏にあった“引退を考えた日々”と、その再生の道。                                                                           |
| #5   | 2024/9/26  | 栗山英樹       | 野球                   | 名将が明かす現役時代の挫折と監督として“眠れなかった夜”の真実。                                                                                     |
| #6   | 2024/10/10 | 香川真司       | サッカー               | W杯での敗北から得た“勝つことの難しさ”と栄光の裏の自己変革。                                                                                        |
| #7   | 2024/10/24 | 宮脇花綸       | フェンシング           | 五輪メダリストの道のりにあった“代表落選”と、恩師との再生の物語。                                                                                   |
| #8   | 2024/11/14 | 青木宣親       | 野球                   | 日米通算2730安打の陰にある“辞めたいと思った”野球人生の岐路。                                                                                       |
| #9   | 2024/11/28 | 角田夏実       | 柔道                   | 激戦階級から減量地獄、五輪落選…それでも諦めなかった“根の力”。                                                                                      |
| #10  | 2024/12/12 | 桃田賢斗       | バドミントン           | 絶対王者が語る“闇カジノ”と“交通事故”を乗り越えた本音と復活。                                                                                       |
| #11  | 2024/12/26 | 宇野昌磨       | フィギュアスケート     | 史上初の世界選手権連覇、その陰にあった“もう限界”という迷いと覚悟。                                                                                 |
| #12  | 2025/1/9   | 角田裕毅       | モータースポーツ（F1） | 若きF1ドライバーが語る“2度の挫折地点”と、自分に足りなかったもの。                                                                                  |
| #13  | 2025/1/23  | 長谷川唯       | サッカー               | 世界に挑む小柄な司令塔が語る“10代の挫折”と再起の歩み。                                                                                             |
| #14  | 2025/2/13  | 木村沙織       | バレーボール           | 女子バレーのエースが背負った重圧と、“本当の自分”と向き合った日々。                                                                                 |
| #15  | 2025/2/27  | 中村俊輔       | サッカー               | “背番号10”が振り返る、代表での挫折とプロ26年の裏にあった苦悩。                                                                                     |
| #16  | 2025/3/13  | 総集編（前半） | -                      | これまでのアスリートたちの“挫折”を総括し、希望への軌跡を振り返る。                                                                                 |
| #17  | 2025/3/27  | 髙橋藍         | バレーボール           | SNSでも人気の新世代エースが語る、高校・日本代表・イタリアでの“壁”。                                                                                |
| #18  | 2025/4/17  | 川﨑宗則       | 野球                   | WBC連覇、MLB挑戦、日本一──輝かしいキャリアの裏で語られる「野球人生の本音」。今なお現役を続けるムネリンが明かす、“自由”の裏側にあった「挫折地点」。 |
| #19  | 2025/4/24  | 原口元気       | サッカー               | W杯アジア予選で史上初の4戦連発、再びレッズに戻った男が直面する“過去最大の挫折”。失った自信と向き合い、再起を誓う挑戦の日々。                       |
| #20  | 2025/5/8   | 浅田真央       | フィギュアスケート     | 「天才少女」と呼ばれたスケーターが、夢舞台で味わった“まさかの瞬間”。奇跡のフリーに込めた、スケート人生最大の「挫折地点」と復活の舞。               |
| #21  | 2025/5/22  | 羽生結弦       | フィギュアスケート     | 2度の五輪金、国民栄誉賞。圧倒的な栄光の陰にあった“語られざる喪失”。震災、怪我、そしてジャンプの失敗が導いた「挫折地点」に迫る。                    |
| #22  | 2025/6/19  | 渡邊雄太       | バスケットボール       | |
| #23  |            |                |                        | |
| #24  |            |                |                        | |

### 特別編
| 配信日                | アスリート        | 競技種目   | 内容                                                               |
| 2024/10/22 2024/10/23 | 武居由樹 比嘉大吾 | ボクシング | 千原ジュニアと振り返るダブル世界戦タイトルマッチ激闘再燃スペシャル |

## スタッフ
- エグゼクティブプロデューサー：田中智則、松井一晃
- チーフプロデューサー：上田徳浩、中村毅、河上晋
- プロデューサー：東俊宏、須賀田大、坪井真ノ介、山本哲也、吉原武士、清水永順、福岡貴博、奥田正義
- 制作統括：安藤悠介
- 総合演出：森清和浩
- アシスタントプロデューサー：谷髙真寛
- 音楽協力：野口智、大槻宏美
- 番組ロゴ：観野良太
- デザイン協力：永井翔、中川真吾、後藤恵子
- 番組キービジュアル：井上悠
- 番組宣伝動画：冨永翔
- 事務局：西村亜美
- 制作プロダクション：ROBOT
- 制作協力プロダクション：フジ・メディアテクノロジー、EAST、太平洋ADCフォルテ、COO、GAORA
- 製作・著作：NTTドコモ/Sports Graphic Number

## 番組テーマ曲
- タイトル：「インタビュー」
- アーティスト：クリープハイプ（ユニバーサルシグマ）
- 作詞・作曲：尾崎世界観